# Turners syndrom
Turners syndrom är en kromosomavvikelse, som förekommer hos 1 av mellan 2 500-3 500 flickor. Syndromet leder bland annat till kortväxthet. De inre könsorganen saknas helt eller delvis. Flickor med obehandlat Turners syndrom går inte igenom puberteten, då äggstockar saknas som i normalfallet ska  producera könshormoner. I allmänhet föreligger infertilitet. Det råder också en förhöjd risk för vissa sjukdomar, bland annat hypotyreos och diabetes (typ 1). 
Symptomen för Turners syndrom är flera, bland annat försämrad öga-hand-koordination, hudveck vid halsen och hjärtproblem, som förträngning av kroppspulsådern, men också försämrad motorik, syn och hörsel. 
Numera diagnostiseras Turners syndrom i cirka ett fall av tre redan vid födseln, en tredjedel diagnostiseras i skolåldern och resterande först i tonåren. Flickor och kvinnor med Turners syndrom behandlas med tillväxthormon från 3-4-årsåldern för att uppnå maximal kroppslängd. Den behandlingen avslutas när kroppen inte växer mer på längden. Vanligen avstannar längdtillväxten och behandlingen avbryts vid 15-16 års ålder. Flickorna kan med den behandlingen bli nästan 150 cm långa. Könshormonen östrogen och progesteron ges därefter med början när flickor normalt går in i puberteten, för att efterlikna pubertetsutveckling  så mycket som möjligt. Könshormonbehandlingen avslutas i 50-årsåldern, och då kommer kvinnan in i klimakteriet. På så sätt kan de drabbade leva ett normalt liv. 

## Orsak
Genotypen hos till tillståndet är en mutation där den ena könskromosomen saknas X0, där 0 betecknar brist på könskromosom. Detta syndrom beror på bristande separering av XX-kromosomerna. Det bildas då äggceller som saknar X-kromosom (det vill säga den cell som blir utan vid separeringen) och när en sådan äggcell från kvinnan befruktas av en "X-spermie" från mannen, blir resultatet en kvinna med genotypen X0. Benämningen på kromosomkombinationen hos dem som har Turners syndrom är 45,X, till skillnad från friska kvinnor som benämns 46,XX.
Skulle en äggcell utan X-kromosom istället bliv befruktad med en "Y-spermie" så utvecklas inget embryo. Detta beror på att Y-kromosomen  bara har funktionen att styra könsbestämningen till manligt foster i jämförelse med X-kromosomen och innehåller därmed inte andra gener. Därför finns det inga män som har syndromet.